# Klec
Klec är en ort i Tjeckien.   Den ligger i regionen Södra Böhmen, i den centrala delen av landet, 110 km söder om huvudstaden Prag. Klec ligger 421 meter över havet och antalet invånare är 208.
Terrängen runt Klec är platt. Runt Klec är det ganska glesbefolkat, med 40 invånare per kvadratkilometer. Närmaste större samhälle är Jindřichův Hradec, 19,2 km öster om Klec. Trakten runt Klec består till största delen av jordbruksmark.